# Stefan–Boltzmannova konstanta
Stefan–Boltzmannova konstanta je fizikalna konstanta, obično označena s grčkim slovom σ, koja je konstanta proporcionalnosti u Stefan-Boltzmannovom zakonu: ukupna količina energije j*, koje idealno crno tijelo zrači, po jedinici površine i u nekoj jedinici vremena, je direktno proporcionalna s četvtom potencijom termodinamičke temperature T.
Vrijednost Stefan–Boltzmannove konstante u SI sustavu iznosi:
{\displaystyle \sigma =5,670400(40)\times 10^{-8}\ {\textrm {W}}\,{\textrm {m}}^{-2}\,{\textrm {K}}^{-4}}
Vrijednost Stefan–Boltzmannove konstante se može teoretski izvesti iz Stefan-Boltzmannovog zakona, ali je i potvrđena pokusima. Može se i izraziti s drugim fizikalnim konstantama:
{\displaystyle \sigma ={\frac {2\pi ^{5}k_{\rm {B}}^{4}}{15h^{3}c^{2}}}={\frac {\pi ^{2}k_{\rm {B}}^{4}}{60\hbar ^{3}c^{2}}}}
gdje je kB  - Boltzmannova konstanta, h - Planckova konstanta, {\displaystyle \hbar \!}  - reducirana Planckova konstanta i c – brzina svjetlosti u vakuumu.